# Mulsantina hudsonica
Mulsantina hudsonica är en skalbaggsart som först beskrevs av Thomas Casey 1899.  Mulsantina hudsonica ingår i släktet Mulsantina och familjen nyckelpigor. Inga underarter finns listade i Catalogue of Life.